# Abel Hermant
Abel Hermant (Parigi, 3 febbraio 1862 – Chantilly, 29 settembre 1950) è stato uno scrittore e drammaturgo francese.

## Biografia
Si classificò primo al concorso per l'ammissione all'École Normale Supérieure, scuola che tuttavia abbandonò qualche anno più tardi per consacrarsi alla letteratura. La sua prima opera pubblicata fu un volume di versi, Les Mépris (1883); in seguito si indirizzò verso i romanzi. Dopo alcuni romanzi di gioventù, si orientò verso una analisi ironica dei costumi della Belle époque e conobbe il successo.
Abel Hermant fu eletto all'Accademia francese il 30 giugno 1927, subentrando a René Boylesve. Fu condannato il 15 dicembre 1945 con l'accusa di collaborazionismo con la Germania nazista e fu di conseguenza escluso dall'Accademia. Eccezionalmente la sua poltrona, così come quella di Abel Bonnard, fu immediatamente messa a disposizione sebbene lui fosse ancora vivente. Graziato e liberato nel 1948, Abel Hermant tentò di giustificarsi della sua condotta durante l'Occupazione ne Le Treizième Cahier.

## Alcune opere
- Les Mépris
- Monsieur Rabosson
- Le Cavalier Miserey
- Nathalie Madoré
- Amour de tête
- Les Confidences d'une aïeule
- Les Fortunes de Ludmilla
- Camille aux cheveux courts
- Mémoires pour servir à l'histoire de la société: Monsieur de Courpière marié
- Les Souvenirs du vicomte de Courpière
- La Confession d'un enfant d'hier
- La Confession d'un enfant d'aujourd'hui
- M. de Courpière marié

### Teatro
- La Meute
- Le Faubourg
- L'Esbroufe
- La Belle Madame Hebert
- Le Cadet de Coutras